# Christoph von Hausen

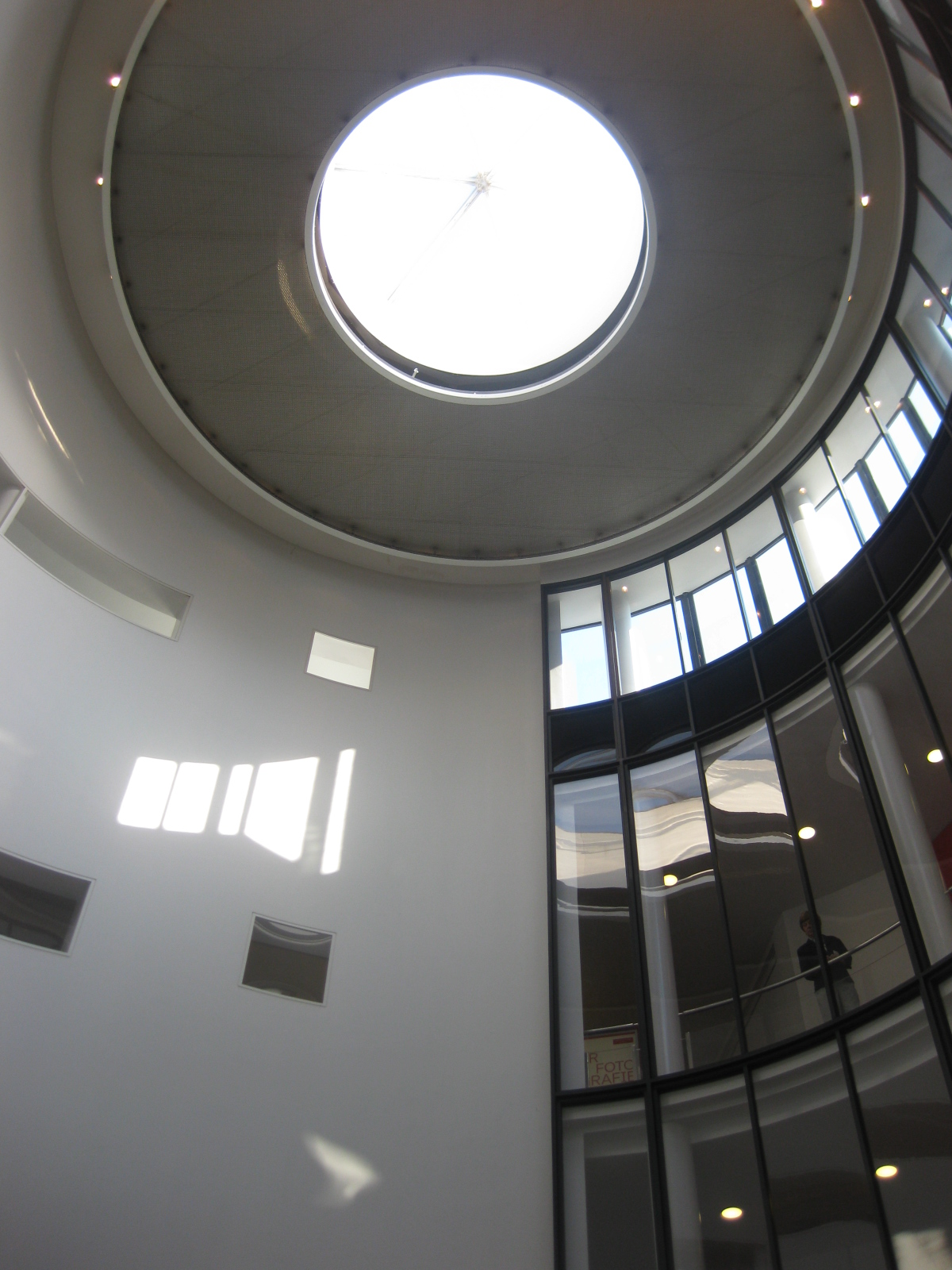
Rotunde im Stadtmuseum Münster, Entwurf Christoph von Hausen

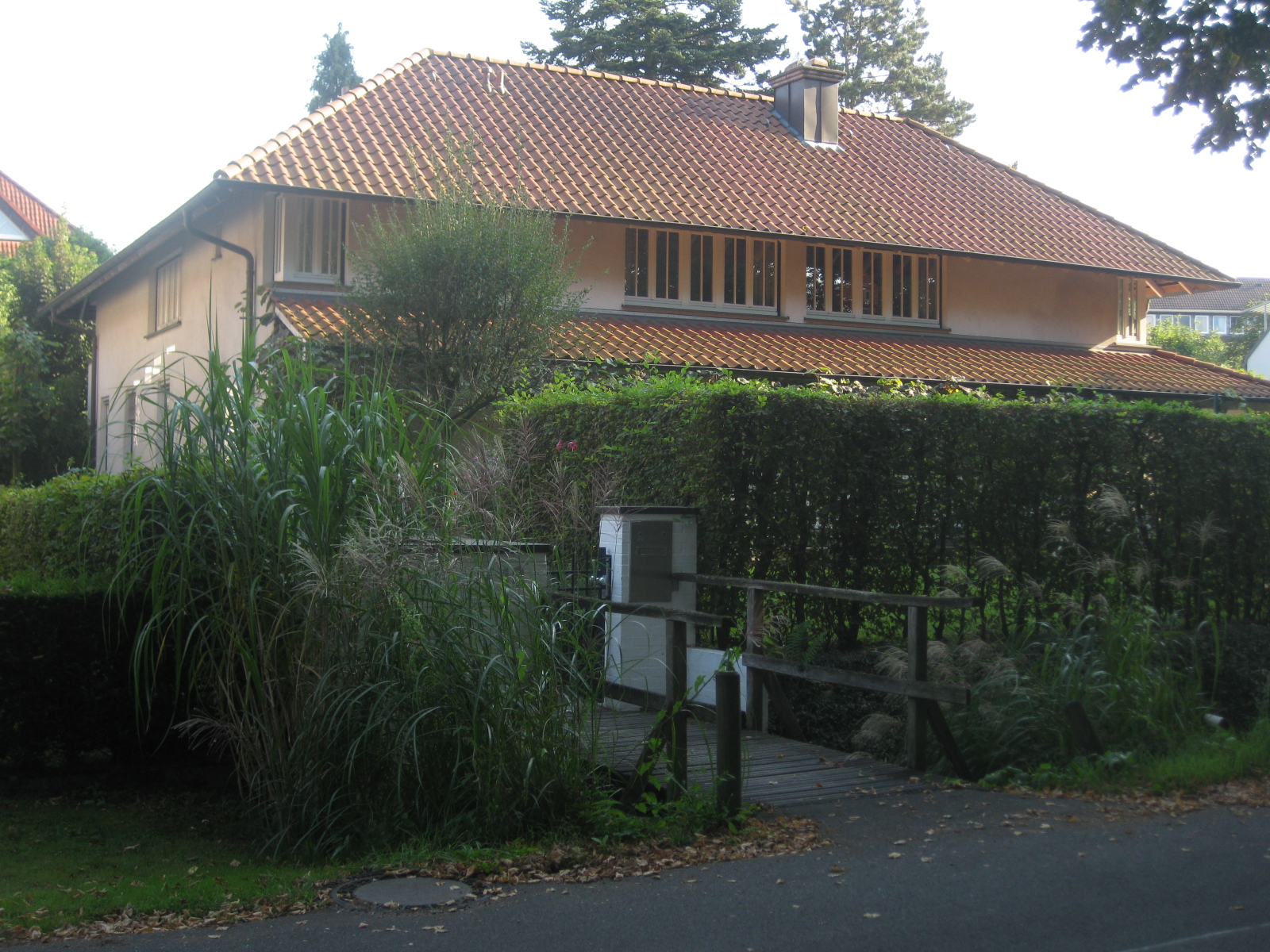
Doppelwohnhaus in Münster-Mauritz

Christoph von Hausen (* 17. September 1951 in Münster; † 7. November 2008 ebenda) war ein deutscher Architekt.

## Leben und Werk
Christoph von Hausen war ein Sohn des Architekten Max von Hausen. Er studierte Architektur an der TU Delft, u. a. bei Mario Botta. Ihm folgten seine Jugendfreunde Konrad Wohlhage und Rainer Maria Kresing nach, die ebenfalls durch seinen Vater Max zur Architektur geführt worden waren. Nach seinem Diplom in Delft eröffnete Christoph von Hausen ein Architekturbüro in Münster und arbeitete anfangs mit Rainer Maria Kresing zusammen.
1986 nahm er am Wettbewerb für den Neubau der Stadtbücherei Münster teil. 1989 entwarf er gemeinsam mit Rainer Maria Kresing den Umbau des ehemaligen Kaufhaus Althoff an der Salzstraße für das Stadtmuseum Münster.
Nach dem Tod seines Vaters Max 1995 versuchte Christoph von Hausen, das Architektenteam Münster fortzusetzen. Schwer erkrankt, widmete er sich dem Erbe und Nachlass seines Vaters. Er veröffentlichte zusammen mit Gisela von Nuland 2006 eine Werkmonografie über dessen Leben und Bauschaffen. Insbesondere setzte er sich für eine denkmalgerechte Restaurierung und Modernisierung des Theaters Münster ein. Er war Mitglied im Bund Deutscher Architekten BDA und förderte junge Talente.
Nach einer vorübergehenden Genesung wandte er sich einem ortsgerechten ökologischem Bauen zu. Er baute Wohnhäuser und widmete sich der Renovierung von Altbauten.
Christoph von Hausen starb 2008 und ist auf dem Mauritzfriedhof in Münster beerdigt. Er hinterließ aus einer ersten Beziehung in den Niederlanden zwei Töchter und aus seiner Ehe mit Alis von Hausen zwei Söhne.